# Hangout limitado
Hangout limitado ou hangout parcial (em inglês, limited hangout), segundo Victor Marchetti, ex-assistente especial do Diretor Adjunto da Agência Central de Inteligência, é "o jargão dos espiões para um dos seus truques favoritos e mais  frequentemente usados. Quando seu véu de sigilo é rasgado, e eles não podem  mais sustentar uma história falsa para desinformar o público, usam o recurso de admitir - às vezes até voluntariamente - uma parte da verdade, ao mesmo tempo em que mantêm ocultos os fatos-chave e mais graves do caso. Assim, o público tende a ficar tão admirado com a nova informação que nunca pensa em se aprofundar no assunto."

## Exemplos
Em The Washington Post, Mary McGrory descreveu uma declaração do Papa João Paulo II a respeito de abusos sexuais, por parte de padres, como um "hangout limitado e modificado".